# Plectorhagada scolythra
Plectorhagada scolythra är en snäckart som beskrevs av Alan Solem 1997. Plectorhagada scolythra ingår i släktet Plectorhagada och familjen Camaenidae. Inga underarter finns listade i Catalogue of Life.